# Carillón de viento

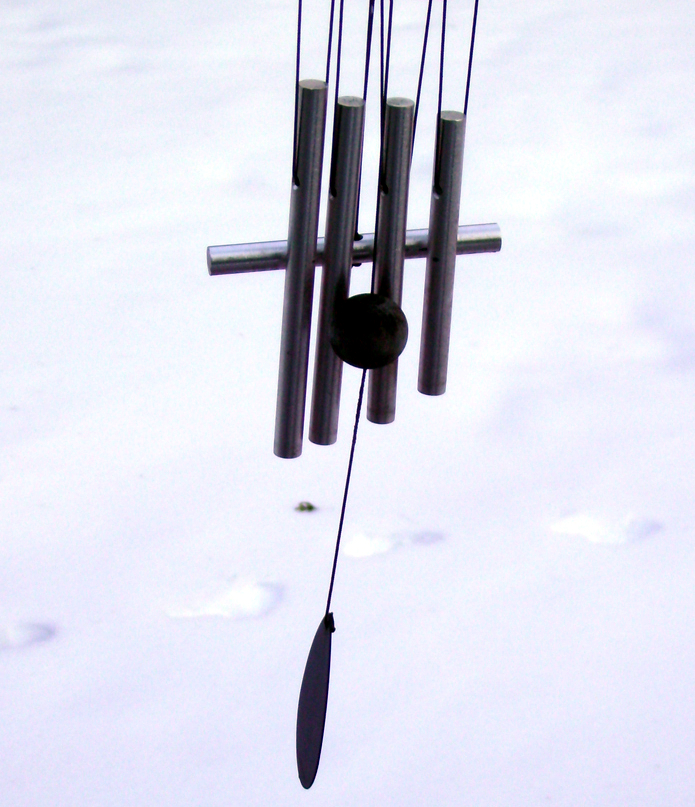
Un carillón de viento metálico.

Los carillones de viento son un tipo de instrumento de percusión construido por unos tubos, varillas, campanas y demás objetos suspendidos, generalmente hechos de madera o metal. Los tubos y varillas están suspendidos junto con algún tipo de peso y un objeto que golpea las varillas o tubos cuando la superficie con el peso se mueve por el empuje del viento. Por lo general se cuelgan en el exterior de edificios o residencias como decoración visual. Por lo general, al ser un peso guiado por el movimiento del viento, suele considerarse un soniquete de música aleatoria. Esto hace posible que mediante el movimiento del aire puedan generarse también melodías sencillas o acordes rotos.

## Sonidos y música

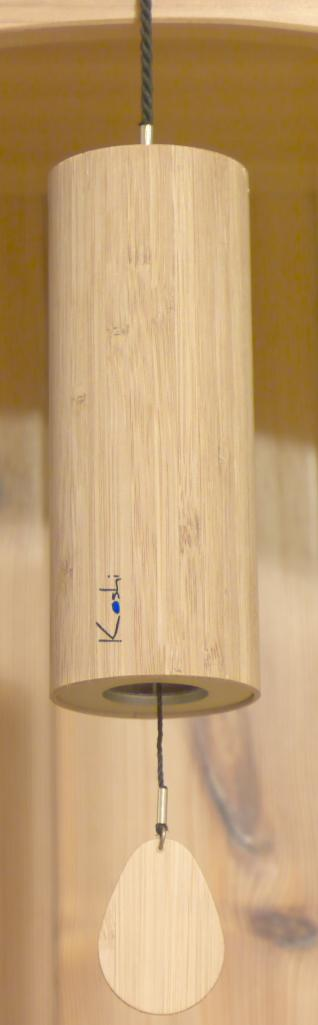
Carillón de viento hecho de bambú.

## Historia

### Antigua Roma

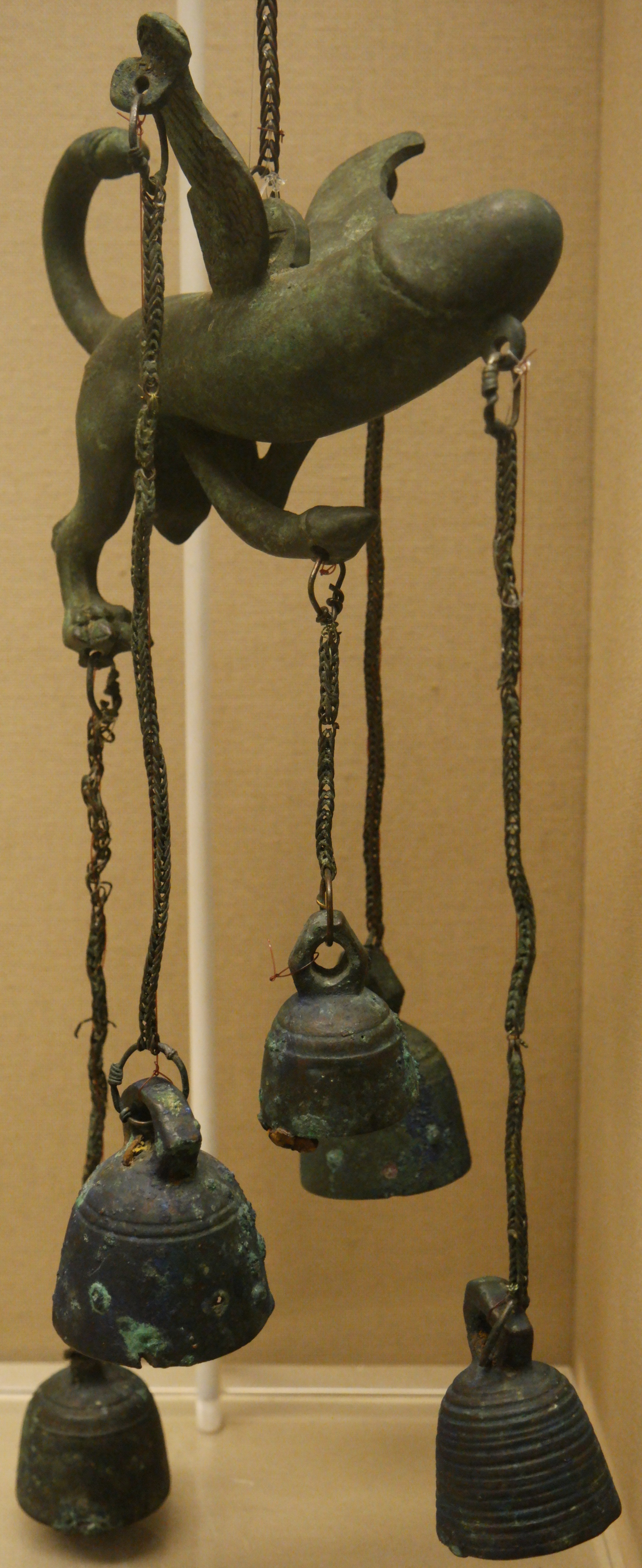
«Tintinnabulum» de bronce, Roma,, Museo Británico.

Los carillones de viento romanos se fabricaban con bronce y se les llamaba «tintinnabulum». Se colgaban de jardines, patios y pórticos donde el viento les permite tintinear. Las campanas ahuyentaban a los espíritus malévolos, lo que se combinaba con un falo para aumentar su eficacia, el cual era también un símbolo de fortuna y un amuleto contra el mal de ojo. La imagen muestra un ejemplo de un falo con alas y los pies de un animal. Estas ilustraciones aumentan sus poderes protectores.

## Imágenes de carillones de viento

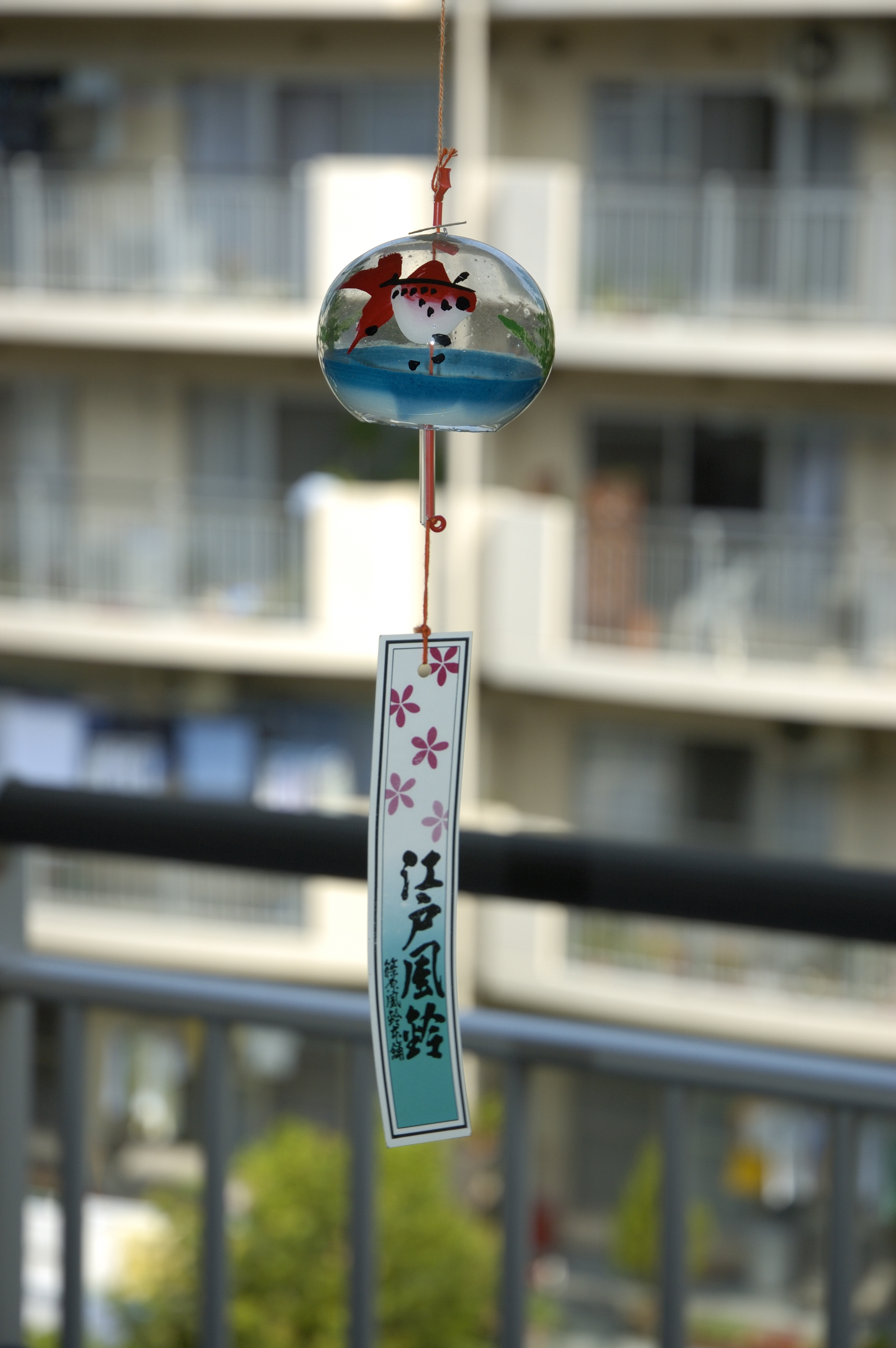
Carillón de viento japonés: Fūrin.
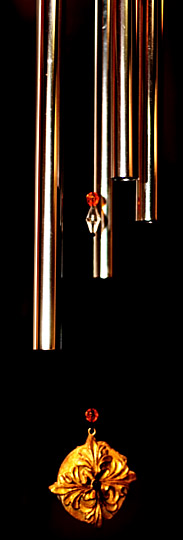
Carillón de viento pequeño.
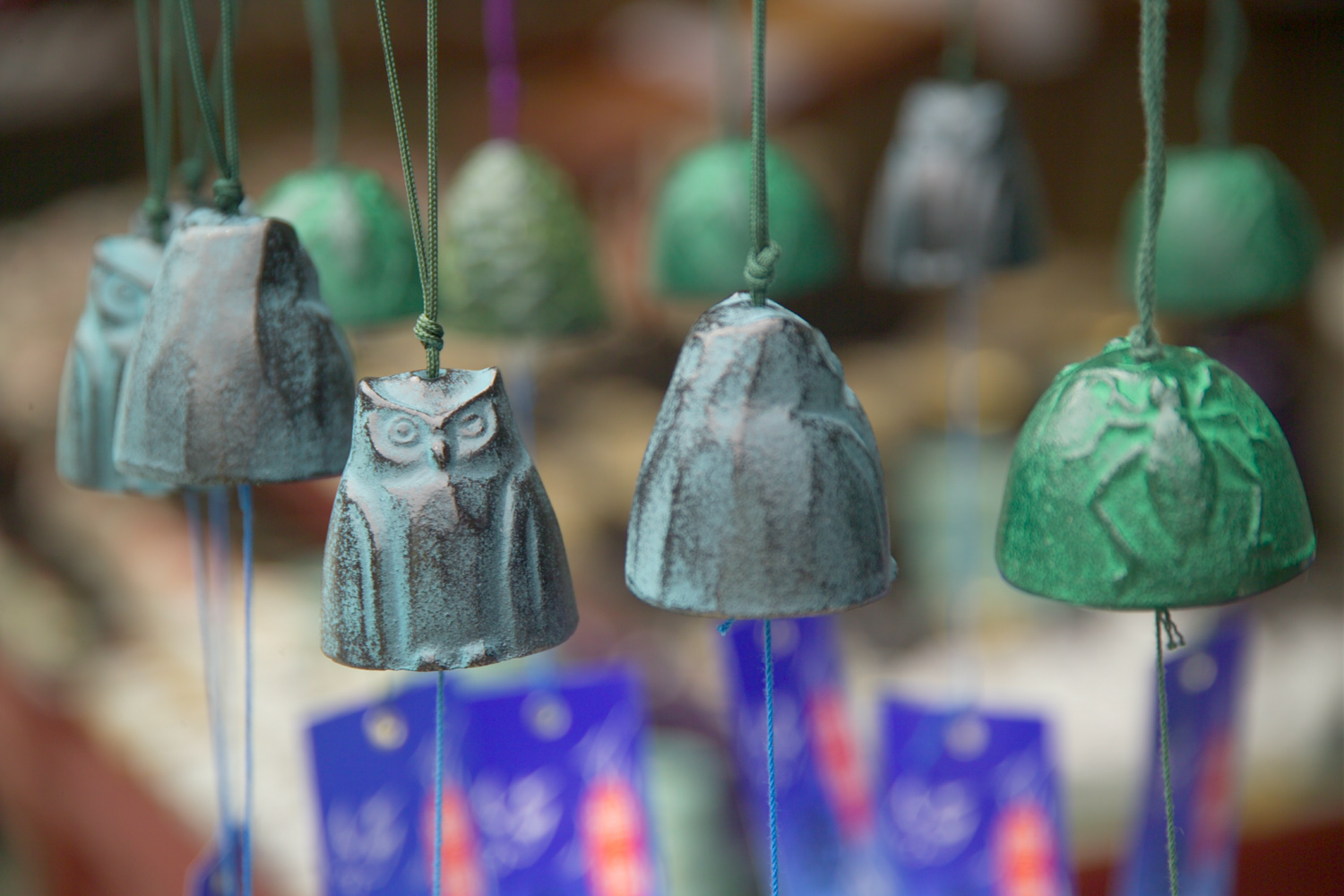
Carillón de viento en Nagano, Japón.
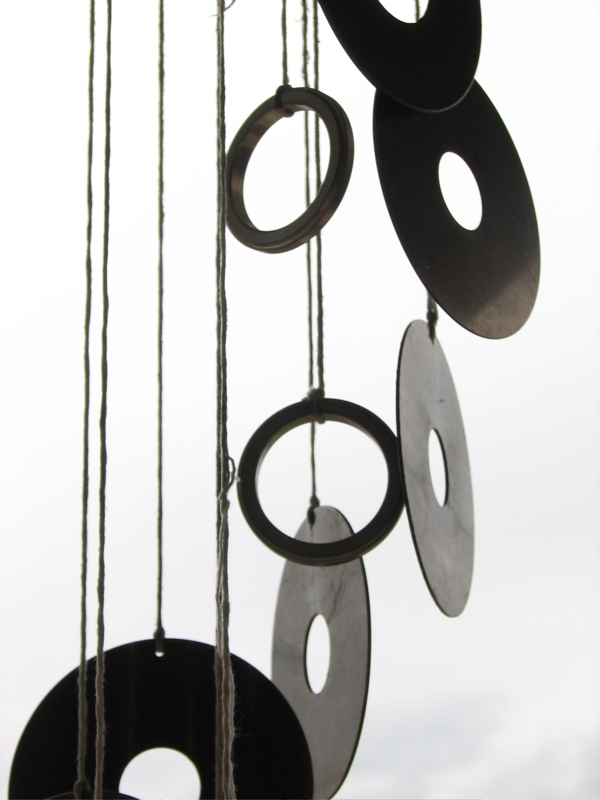
Varios discos viejos usados como carillón.
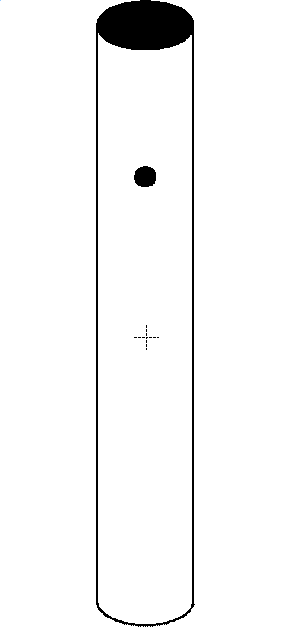
Quality chimes are hung at ≈2/9 and struck at 1/2 length.